# Fresenius Medical Care

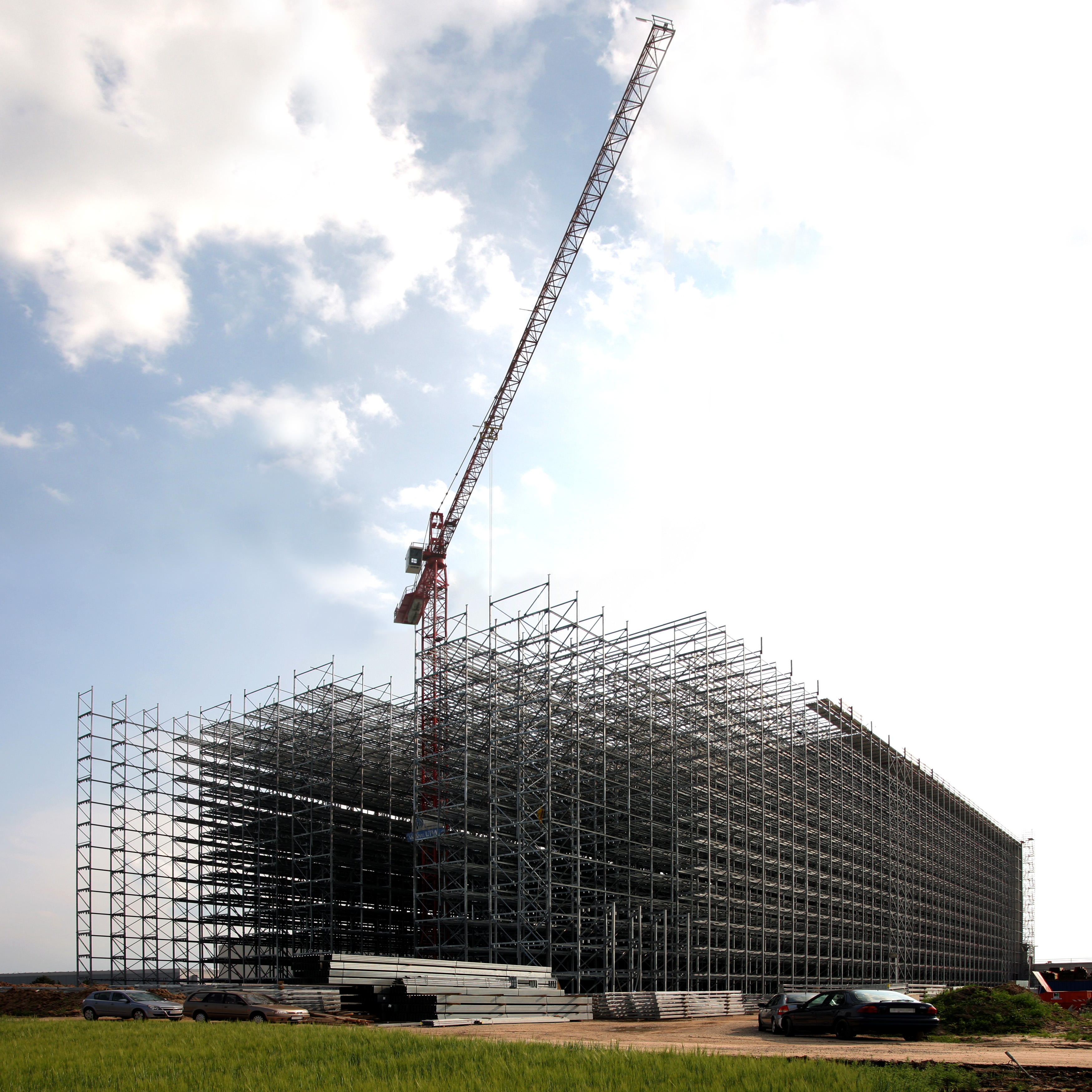
Magazzino verticale presso il centro di distribuzione a Biebesheim am Rhein con 55.000 posti per EUR-pallet durante la fase di costruzione.

La Fresenius Medical Care AG & Co. KGaA con sede a Hof (Baviera) e sede operativa a Bad Homburg vor der Höhe è una società tedesca attiva nel settore della tecnologia medica. Fa parte del gruppo Fresenius SE & Co. KGaA.

## Storia
La Fresenius Medical Care AG viene fondata il 5 agosto 1996 dall'originale azienda fondata nel 1975 la Sterilpharma GmbH poi società per azioni. La società madre la Fresenius AG attiva nel settore della emodialisi crea la divisione nella neonata Fresenius Medical Care AG.
Nel 2005 Fresenius Medical Care compra la canadese Haemotec, attiva nella emodialisi.
Lo stesso anno compra la concorrente Renal Care Group per 3,5 miliardi di US$.
Il 30 agosto 2005 la società diventa Kommanditgesellschaft auf Aktien.
Il 12 ottobre 2006 Fresenius Medical Care acquisisce la divisione binder fosfati della Nabi Biopharmaceuticals.

## Prodotti
La società è specializzata nei dispositivi medicali per emodialisi e per dialisi peritoneale.